# Старцев Георгій Опанасович
Георгій Старцев (*21 лютого 1902, с. Турья Иб, Княжпогостський р-н, Республіка Комі. - †1943, під м. Сталінград (тепер Волгоград), РФ) - комі історик, лінгвіст, етнограф та музейний працівник. Автор нарисів про історію та літературу Комі, Ненецької землі, країн сибірських угрів. Дослідник фіно-угорської демонології (зокрема, комі-перм'яцької). Жертва сталінського терору. 

## Біографія
Нар. в комі родині у старовинному селі Турья Иб (комі мовою - узвишшя шумної річки, карел. Äänish, рос. Онєжьє), в якому з давніх часів селилися карели-переселенці. Завдяки масовій освіті в середовищі комі, у юнацькому віці поїхав до Петрограду, на навчання.  
1921-1924 - студент Педагогічного відділення Факультету Суспільних Наук Петроградського (Ленінградського) державного університету. 
1925 - молодший асистент східної підсекції Науково-дослідного ін-ту порівняльної історії літератури і мов Заходу та Сходу при ЛДУ (так званий ИЛЯЗВ). 1929 закінчив тут аспірантуру. У цей же час починає викладацьку діяльність. 
Зокрема, в Етнографічному відділенні Географічного ф-ту ЛДУ веде цикл семінарів з етнографії фіно-угрів, курс з етнографії пермських фіно-угрів. З 1925 на Північному факультеті Ленінградського Східного інституту викладає мансійську та хантийську мову. 
1928 - у Педінституті ім. Герцена, штатний доцент, зав. кафедрою. Фактично очолював академічну Комі секцію, в якій читав власний курси "Історія комі народу", "Історія комі літератури". Одночасно (1930-1932) він був доцентом, зав. кафедрою Урало-поволзьких народів Ленінградського Історико-філологічного інституту.
1931 у столиці Комі АРСР відкрито педагогічний інститут, який, за задумом комі вчених, мусів стати академічним майданчиком для створення самостійної гуманітарної комі науки. Саме тому до міста Сиктивкар того ж року прибуває Старцев. Але у вересня 1936 він, фактично, тікає до Ленінграду під загрозою арешту. Це відтермінувало його особисту трагедію, але не відвернуло її. Радянський апарат узявся за викорінення "комі націоналізму".  

## Політичне переслідування
Старцев заарештований органами НКВС СРСР 27 вересня 1937. На цей момент він повернувся із Комі АРСР до Ленінграда і працював старшим бібліотекарем. Справа розглядалася майже рік, після чого він засуджений 10 вересня 1940 за ст. 58-10 ч.1 КК РРФСР до висилки на 5 років. Це означало втрату роботи та каторжну працю на об'єктах ГУЛАГ. Після початку німецько-радянського військового конфлікту, завербований у сталінські спецвійська. 1943 загинув під м. Сталінград. 
Даних про реабілітацію немає. 

## Наукові праці
- Ичот школаын во гöгöрся удж. ( Річна робота в малій школі). Комі мовою.[Спільно з А.Сухановою] . Усть-Сисольськ. 1923;
- Революция и зыряне.(культура и быт). // Революция в деревне. М.-Л. 1924;
- Комсомол области коми. // Комсомол в деревне. М. 1925;
- Свадебные причитания зырян. // Материалы по свадьбе и семейно-родовому строю народов СССР. Л. 1926;
- Некоторые данные о браке и свадьбе остяков . // там же.
- Конгресс этнографов-американистов. // Коми Му. 1924. № 7-10;
- О зауральских зырянах. //Коми Му. 1926. № 1-2;
- О влиянии самоедов на ижемских зырян (язык и быт). //Коми Му. 1926. № 11;
- Год оленевода-кочевника.// Коми Му. 1927. № 4-5;
- Древне-зырянский денежный счет.// Этноргаф-исследователь.1927. № 1 ;
- Die altsyryanische Gelerechunng. // Ungarischen Jahrbucher. 1927. Bd. VII;
- Финно-угорские народы. Очерки. Л. 1927. (разом із Н.Н.Поппе);
- Остяки. Социально-этнографический очерк. Л. 1928;
- Прошлое Гамской волости (материалы к истории Коми края). // Записки Общества изучения Коми края. Вып. 1. 1928;
- Об алфавите народов СССР. // Революция и культура.1928. № 7;
- Важöн и öні. (Прежде и теперь). На коми языке. Усть-Сысольск. 1929;
- К вопросу о дефиксах в зырянском языке. (к материалам правописания).// Коми Му. 1929. № 6;
- Коми-пермяки. // Революция и культура. 1929. № 19-20; 19).Самоеды (ненча). Историко-этнографическое исследование. Л. 1930;
- Культурное строительство и научно-исследовательская работа в Коми области. (К 10-летнему юбилею Области Коми). // Советская этнография. 1931. № 3-4;
- Коми область. // Советская этнография. 1932. № 2;
- Коми фольклор. ( его изучение и значение. Жанры. Детский фольклор. Как и что изучать. Сыктывкар. 1933;
- Изучение коми фольклора за последние три года (1932-1934 гг.). // Советский фольклор. 1936. № 2-3, С. 453 - 454.
- Г.Ф.Старцев. Из мира колдовства коми-пермяков